# Figline e Incisa Valdarno
Figline e Incisa Valdarno è un comune italiano di 23 241 abitanti della città metropolitana di Firenze in Toscana.
È stato istituito il 1º gennaio 2014 dalla fusione dei comuni di Figline Valdarno e Incisa in Val d'Arno. I due centri abitati degli ex comuni, seppur storicamente ed ancora oggi distinti, sono stati unificati, dunque formalmente non si tratta di un comune sparso.

## Origini del nome
Il nome "Figline e Incisa Valdarno" deriva dall'unione dei nomi dei due comuni precedenti in ordine alfabetico. Il nome "Figline" deriva dal latino Figulinae (con evoluzione in Fighinum, Fegghine ecc.) che indica una fabbrica di figuline (oggetti in terracotta), un luogo ove si lavorano argille per la fabbricazione di vasi e stoviglie in terra cotta secondo un'arte della ceramica prima etrusca e poi romana. Negli ultimi secoli sono state infatti rinvenute diverse ceramiche. Il nome "Incisa" deriva da una spaccatura della crosta terrestre che già centomila anni fa si aprì nei pressi proprio dell'attuale Incisa.

## Storia

### Simboli
Lo stemma e il gonfalone del comune sono stati concessi con decreto del presidente della Repubblica del 26 agosto 2015.
Stemma
Gonfalone

## Società

### Evoluzione demografica
Abitanti censiti

### Etnie e minoranze straniere
Secondo i dati ISTAT al 31 dicembre 2023 sul territorio comunale risiedono 2.597 stranieri, pari al 10,91% della popolazione.
Le nazionalità maggiormente rappresentate sono:
- Romania, 469 persone (19,2% sul totale degli stranieri residenti)
- Albania, 403 persone (16,5%)
- Marocco, 316 persone (13,0%)
- Cina, 179 persone (7,3%)

## Geografia antropica
Il comune è costituito principalmente dai due centri abitati che gli danno il nome, Incisa in Val d'Arno e Figline Valdarno, in quest'ultimo centro si trova la sede comunale. Tra i due centri posti sulla riva sinistra dell'Arno si trova la zona industriale di Lagaccioni.

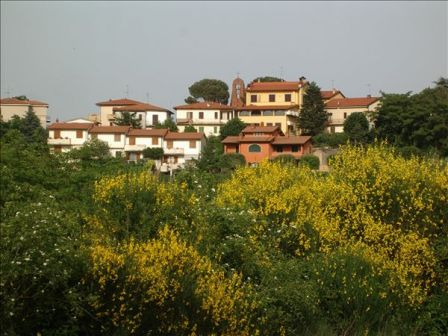
Poggio alla Croce

### Frazioni
Oltre ai due centri principali, lo Statuto comunale riconosce ufficialmente 9 frazioni: Porcellino, Restone, Cesto, Gaville, Ponte agli Stolli, Brollo, Burchio, Palazzolo e Poggio alla Croce, rappresentate nella Consulta delle Frazioni.

#### Poggio alla Croce
Poggio alla Croce è un centro collinare posto sulla sommità del Chianti fiorentino tra la valle dell'Ema e il Valdarno superiore.
La frazione è divisa amministrativamente tra il comune di Figline e Incisa Valdarno e quello di Greve in Chianti.

## Amministrazione
Tabella relativa alle amministrazioni che si sono succedute in questo comune.
| Periodo         | Periodo        | Primo cittadino      | Partito                                                    | Carica              | Note   |
| --------------- | -------------- | -------------------- | ---------------------------------------------------------- | ------------------- | ------ |
| 1º gennaio 2014 | 27 maggio 2014 | Antonio Lucio Garufi | -                                                          | Comm. straordinario | [ 10 ] |
| 27 maggio 2014  | 10 giugno 2019 | Giulia Mugnai        | PD, Società aperta                                         | Sindaco             | [ 10 ] |
| 27 maggio 2014  | 24 giugno 2024 | Giulia Mugnai        | PD, Per Figline Incisa, Figline Incisa in Comune, PSI e IV | Sindaco             | [ 10 ] |
| 24 giugno 2024  | in carica      | Valerio Pianigiani   | PD, AVS, Insieme, M5S, Azione, PSI e +EU                   | Sindaco             | [ 10 ] |